# Irabatha albomaculata
Irabatha albomaculata là một loài tò vò trong họ Ichneumonidae.